# Nicéforo Focas Baritraquelo
Nicéforo Focas (griego: Νικηφόρος Φωκᾶς, c.  965-15 de agosto de 1022), llamado Baritraquelo (Βαρυτράχηλος, "cuello pesado"; armenio : Cṙ [a] viz, georgiano: წარვეზი Ts'arvezi, "cuello torcido") fue un aristócrata y magnate bizantino, el último miembro importante de la familia Focas en intentar reclamar el trono imperial. Era hijo del general Bardas Focas el Joven y sobrino nieto del emperador Nicéforo II Focas, y desempeñó un papel activo en la rebelión fallida de su padre contra Basilio II en 987–989. Después de la muerte de su padre, buscó y recibió el perdón de Basilio. No se sabe nada más de él hasta 1022 cuando, junto con el general Nicéforo Xifias, inicio otra rebelión. La revuelta obtuvo un apoyo generalizado, pero la desconfianza entre los dos líderes llevó al asesinato de Focas por Xifias el 15 de agosto de 1022. La rebelión colapsó rápidamente después de eso.

## Vida
Nicéforo Focas Baritraquelo era hijo del general Bardas Focas el Joven y tenía un hermano mayor, León. En la primavera de 970, tras el asesinato del tío abuelo de Baritraquelo, el emperador Nicéforo II Focas por Juan I Tzimisces, su padre trató de provocar una rebelión contra el nuevo régimen en la base de la familia en Capadocia. Tzimisces envió a su lugarteniente Bardas Esclero contra Bardas Focas. Esclero pudo alejar a muchos de los partidarios de Focas, hasta que se vio obligado a rendirse. Aunque no se menciona explícitamente en las fuentes, Nicéforo probablemente compartió la fortuna de su padre, siendo exiliado a la isla egea de Quíos con el resto de su familia.

### Papel en las revueltas de Bardas Focas y Bardas Esclero

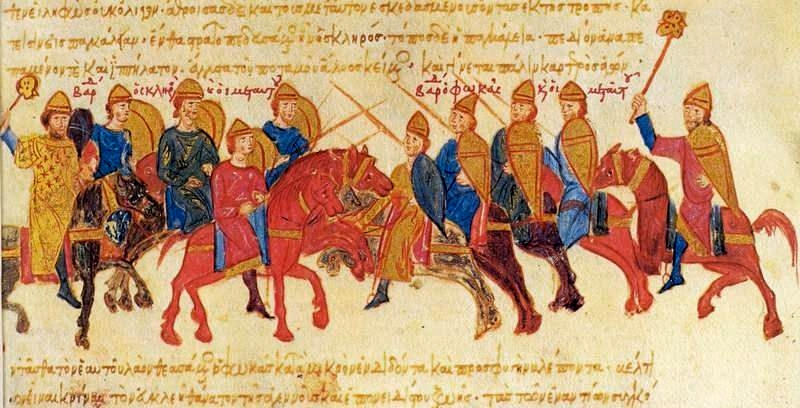
Choque entre los ejércitos de Esclero y Focas, miniatura del Skylitzes Matritensis

En 978, después de la muerte de Tzimisces y el ascenso de Basilio II al trono, Bardas Focas fue llamado para liderar las fuerzas imperiales contra su antiguo rival Bardas Esclero, quien se había rebelado y tomado gran parte de Asia Menor. Después de los primeros reveses, las fuerzas leales al mando de Focas resultaron victoriosas en la primavera de 979, lo que obligó a Esclero a huir a territorios de los vecinos musulmanes orientales de Bizancio, encontrando refugio en la corte Búyida en Bagdad.
En 987, sin embargo, Bardas Esclero fue liberado de Bagdad e intentó provocar otra revuelta. Se puso en contacto con Bardas Focas para una empresa común contra Basilio II, pero Focas engañó y encarceló a Esclero, antes de finalmente iniciar su propio levantamiento al proclamarse emperador en agosto/septiembre de 987. Es aquí donde Nicéforo es nombrado por primera vez en las fuentes: su padre lo envió a la corte de David III de Tao para obtener ayuda militar y para enfrentarse al general leal Gregorio Taronita, que había desembarcado en la retaguardia de Focas en Trebisonda y había levantado un ejército de armenios en las provincias orientales. Nicéforo consiguió 1.000 soldados georgianos de David y derrotó a las fuerzas de taronita, pero poco después le llegó la noticia de la muerte de su padre en la batalla de Abydos el 13 de abril de 989. La desaparición de Bardas Focas condujo al colapso inmediato de la rebelión: los georgianos regresaron a su país, y las tropas de Nicéforo se dispersaron a sus hogares. Nicéforo huyó a la fortaleza de Tyropoion, donde residía su madre y donde estaba encarcelado Bardas Esclero. Junto con su hermano León, Nicéforo ahora apoyaba la candidatura de Esclero como emperador, pero este último, viejo y cansado, prefirió abandonar la lucha y someterse al emperador a cambio de clemencia. Al igual que Bardas Esclero, Nicéforo recibió un indulto y se le permitió conservar sus privilegios. León, por otro lado, trató de resistir desde su base en Antioquía, pero los habitantes de la ciudad lo entregaron a Basilio.

### Rebelión con Nicéforo Xifias y muerte
No se sabe nada de Nicéforo Focas Baritraquelo hasta el verano de 1022, cuando conspiró en conjunto con el general Nicéforo Xifias contra Basilio II, que desde la primavera estaba enfrascado en una campaña contra el rey georgiano Jorge I. Los dos conspiradores tenían como objetivo derrocar a Basilio y hacer que uno de ellos lo reemplazara, pero la cuestión de quién tendría precedencia no estaba resuelta y conduciría a la rápida caída de la rebelión. Aunque Xifias ocupó el prestigioso puesto de estrategos del Thema Anatólico y Focas no ocupó ningún cargo más que el título de patricio, según el informe del historiador árabe cristiano contemporáneo Yahya de Antioquía, gran número de aristócratas acudieron a él debido a la influencia de su familia, provocando la envidia de Xifias.
La rebelión de los dos hombres fue particularmente amenazante para el emperador, ya que tomó el control de Capadocia y amenazó con cortarle la retaguardia y dejarlo varado entre dos enemigos. De hecho, se dice que los conspiradores se pusieron en contacto con Jorge I con ese propósito. Basilio primero se retiró a la seguridad de la fortaleza de Mazdat, y según Juan Skylitzes envió un emisario a los líderes rebeldes con el objetivo de sembrar la desconfianza entre ellos, mientras que según Yahya el emperador nombró como el nuevo gobernador de la Tema Anatólico Teofilacto Dalassenos y lo envió a reprimir la revuelta. Se desconoce si el enviado cumplió con su tarea, pero el 15 de agosto de 1022, Xifias organizó una reunión con Focas, donde este último fue asesinado por uno de los sirvientes de Xifias.  Sin embargo, fuentes armenias informan, de manera bastante dudosa, que Focas fue asesinado por el antiguo rey de Vaspurakan, Senekerim-Hovhannes, o su hijo David, o uno de sus seguidores. La cabeza cortada fue enviada a Basilio, quien la montó en una estaca y la exhibió públicamente en Mazdat.
Tras la muerte de Focas, la rebelión se derrumbó y Xifias fue arrestado y obligado a convertirse en monje. Liberado de la amenaza a su retaguardia, Basilio II derrotó rápida y decisivamente a Jorge I y le impuso sus condiciones. Los otros partidarios del levantamiento fueron encarcelados y liberados en 1025, tras la muerte de Basilio II y la sucesión de su hermano menor, Constantino VIII. En 1026, sin embargo, Constantino VIII acusó al último miembro superviviente de la una vez gran familia, Bardas Focas (un hijo de Nicéforo Baritraquelo), de conspirar contra el trono y lo cegó.